# گالووالکرها
گالوواکرها (به انگلیسی: Gallowwalkers) یک فیلم ویدئویی آمریکایی وسترن و ترسناک با بازی وسلی اسنایپس، کوین هاوارد، ریلی اسمیت، تانیت فونیکس، پاتریک برگین، جنی گاگو و دایموند دالاس پیج است. این فیلم در سال ۲۰۰۶ فیلمبرداری شد، و در سال ۲۰۱۳ به صورت فیلم ویدئویی انتشار یافت.

## داستان
یک هفت‌ تیرکش نفرین شده که تمام قربانیانش که به دست اسلحه او کشته شده‌اند به زندگی بازگشته اند،مبارزی جوان را استخدام می‌کند تا با ارتشی از زامبی‌ها مبارزه کند...